# VisualSVN
VisualSVN est un plugin client pour SVN, s'intégrant à Visual Studio.
C'est un logiciel propriétaire avec une version de démonstration de 30 jours.
Il utilise TortoiseSVN pour l'exécution des commandes de SVN. Il propose donc exactement les mêmes fonctionnalités que TortoiseSVN directement utilisable depuis Visual Studio.